# Mariz
Mariz é uma povoação portuguesa do Município de Barcelos que foi sede da extinta Freguesia de Mariz, freguesia que tinha 2,75 km² de área e 374 habitantes (2011), e, por isso, uma densidade populacional de 136,0 hab/km².
A Freguesia de Mariz foi extinta em 2013, no âmbito de uma reforma administrativa nacional, tendo sido agregada à Freguesia de Creixomil, para formar uma nova freguesia denominada União das Freguesias de Creixomil e Mariz com sede em Creixomil.
A sua paróquia, que tem como ̟padroeiro Santo Emilião, estava unida ao Mosteiro de Vilar de Frades pelo Papa Júlio II, em 1507, e era vigararia anexa ao referido mosteiro, tornando-se posteriormente independente e mantendo o título de vigararia. Em 1840 já está como estando anexa à de Creixomil.

## População
| População da freguesia de Mariz (1864 – 2011) | População da freguesia de Mariz (1864 – 2011) | População da freguesia de Mariz (1864 – 2011) | População da freguesia de Mariz (1864 – 2011) | População da freguesia de Mariz (1864 – 2011) | População da freguesia de Mariz (1864 – 2011) | População da freguesia de Mariz (1864 – 2011) | População da freguesia de Mariz (1864 – 2011) | População da freguesia de Mariz (1864 – 2011) | População da freguesia de Mariz (1864 – 2011) | População da freguesia de Mariz (1864 – 2011) | População da freguesia de Mariz (1864 – 2011) | População da freguesia de Mariz (1864 – 2011) | População da freguesia de Mariz (1864 – 2011) | População da freguesia de Mariz (1864 – 2011) |
| --------------------------------------------- | --------------------------------------------- | --------------------------------------------- | --------------------------------------------- | --------------------------------------------- | --------------------------------------------- | --------------------------------------------- | --------------------------------------------- | --------------------------------------------- | --------------------------------------------- | --------------------------------------------- | --------------------------------------------- | --------------------------------------------- | --------------------------------------------- | --------------------------------------------- |
| 1864                                          | 1878                                          | 1890                                          | 1900                                          | 1911                                          | 1920                                          | 1930                                          | 1940                                          | 1950                                          | 1960                                          | 1970                                          | 1981                                          | 1991                                          | 2001                                          | 2011                                          |
| 178                                           | 188                                           | 230                                           | 187                                           | 192                                           | 198                                           | 232                                           | 269                                           | 292                                           | 318                                           | 333                                           | 399                                           | 422                                           | 428                                           | 374                                           |